# Sint-Jan Geboortekerk (Vlijmen)
De Sint-Jan Geboortekerk is een neogotisch kerkgebouw te Vlijmen. Het bevindt zich aan de Julianastraat 44. 
Het gebouw werd ontworpen door Hendrik Jacobus van Tulder en werd gebouwd van 1864-1866. De kerk werd in 1868 ingewijd. Het is een driebeukige kruisbasiliek met een toren, welke vier geledingen omvat. Voor de kerk staat een Heilig Hartbeeld uit 1922. De kerk en het beeld hebben de status van rijksmonument. 
Van 1886-vóór 1960 bestond er een broederschap ter ere van de Heilige Donatius, patroon tegen brand en blikseminslag.

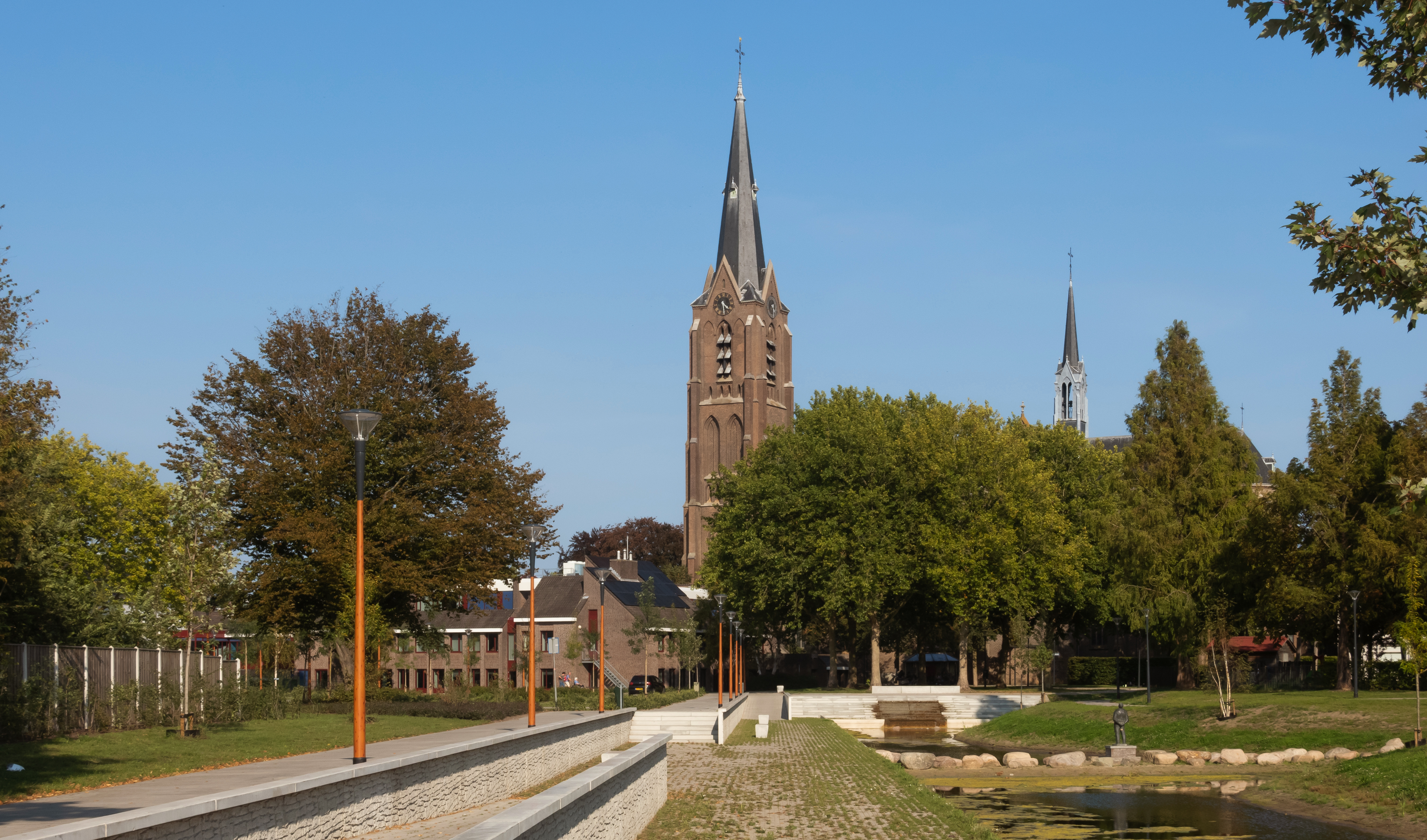
Vlijmen, de Sint Jan Geboortekerk vanaf het Van Greunsvenpark